# Косаткин, Василий Васильевич
Васи́лий Васи́льевич Коса́ткин (1845-1914) — духовный писатель, протоиерей.
Его главные труды: «Очерк истории г. Владимира на Клязьме» («Владимирские Епарх. Ведомости», 1878); «Исторический очерк народного образования в г. Владимире и его области» («Труды Владимирской Учёной Архивной Комиссии», кн. III).